# スバル・トレジア
トレジア（TREZIA）は、トヨタ自動車が製造し、富士重工業（現・SUBARU）が販売していたコンパクトトールワゴン。トヨタ2代目ラクティスの姉妹車 (OEM)であり、3代目ヴィッツをベースとする。

## 概要
2008年4月、富士重工業はトヨタ自動車、並びにその傘下のダイハツ工業との間における提携関係を締結した。トレジアはその提携の成果であり、ダイハツが製造し同社が販売しているクーのOEM車種であるデックスに続き、登録車のOEM第2弾として投入された。また、日本国内市場のみならず、欧州市場にもジャスティ（初代ブーンのOEM。同じく初代パッソの姉妹モデル）と入れ替わりに順次投入されている。なお、インプレッサが3ナンバーサイズに拡大したため、当時スバルの普通乗用車では唯一の5ナンバー登録車（小型普通自動車）であった。
これまでのトヨタOEMモデルとは異なり、開発段階からスバルの技術者を送り込み、商品化したため、デックス以上にスバル独自の路線が強調され、フロントバンパーやフロントグリルのみならず、ボンネット、フロントフェンダー、ヘッドランプ、リヤガーニッシュ（メッキ仕上げ）、リヤコンビネーションランプレンズも専用品となった。
生産はベースのラクティス同様、当初は関東自動車工業岩手工場が担当していたが、同工場で生産されるアクアの増産に対応するため、2012年5月より同社東富士工場（同年7月よりトヨタ自動車東日本東富士工場に改称）に移管した。

### メカニズム
ラクティス同様、エンジンは1.3 L（1NR-FE、日本仕様の後期では1NR-FKE）と日本仕様にのみ1.5 L（1NZ-FE）、欧州仕様にのみ1.4 Lターボディーゼル（1ND-TV）を用意し、トランスミッションは日本仕様ではベルト式CVT、欧州仕様では6速MT、1.4 Lターボディーゼル車のみオプションで6速セミATが組み合わされる。駆動方式は2WD（前輪駆動）とAWD（四輪駆動。1.5 Lのみ）を用意。また、ホイールが5穴（PCDは100.0 mm）、フロントワイパーが払拭性を考慮して1本となる点も同じである。ただし、後期型のFFモデル全車でアイドリングストップが標準装備となる点がラクティスと異なる。

### グレード・装備
発売当初、グレードは「i（ラクティスの廉価グレード「X」に相当）」、「i-L（ラクティスの通常グレード「G」に相当）」、「i TYPE EURO（ラクティスのスポーツタイプグレード「S」に相当）、「i-S（「i-L」の足回りに「i TYPE EURO」の内外装を組み合わせたトレジア独自のグレード）」、1.5L・2WD車のみ）」の4つで構成され、ラクティスの「L'épice（レピス）」と「X Vパッケージ」（前期型、ラクティスにおいてもマイナーチェンジにより廃止）、「G"PRIME STYLE"」（後期型）に相当するグレードは設定されなかった。また、ラクティスで「1.5G」の2WD車にのみメーカーオプションとなっているパノラマルーフは、トレジアにおいてはパノラマルーフを標準装備した「1.5i-L Panorama」という独立グレードとして設定された。「i TYPE EURO」と「1.5i-L Panorama」以外のグレードは1.3L・2WD、1.5L・2WD、1.5L・AWDを用意。
装備面でも若干の違いがあり、ラクティスでは設定のないテレスコピックステアリング（「i」を除く全車。後期型ラクティスでは「X」を除く全車に装備）、「1.5S」にしか設定されていないパドルシフト（「i」を除く1.5L車全車）、1.5LのFF車のみに設定されるクルーズコントロール（「i」を除く1.5L車全車）、「G」以上のグレードにメーカーオプションとなるディスチャージヘッドランプ（「i-S」、「i TYPE EURO」のみ）が標準装備されていた。
逆にラクティスに設定のあるオーディオのステアリングスイッチやナビレディパッケージについては設定がなかった（全車オーディオレスが標準）。また、ボディカラーにおいてもラクティスより2色少ない設定となっていた。
- 2010年11月29日 - 日本仕様を発表[6]。CMには俳優の玉山鉄二が起用された[注釈 5]。
- 2011年
  - 1月 - 東京オートサロンにおいて、STIがチューンを手がけた「トレジアSTI」が参考出品された。
  - 3月 - ジュネーブショーにて欧州仕様が発表された。

1.3Lは日本仕様と同じだが、1.5Lは設定されず、代わりに1.4Lの1ND-TV型直列4気筒SOHC8バルブターボディーゼルエンジンが用意され、ともに6速MTを搭載。CVTは用意されない。1.4Lターボディーゼルはオプションで「M-MT」（マルチモード・マニュアル・トランスミッション）と呼ばれるパドルシフト付き6速2ペダルMTも選べた[7]。これに伴い、パーキングブレーキも足踏み式からサイドレバー式に変更された。
  - 11月7日 - 日本仕様を一部改良（11月21日販売開始）。

「1.3/1.5i-S」と「1.5i TYPE EURO」はインパネとフロントドアアッパートリムにソフトパッドを、フロントドアガラスにスーパーUVカットガラスをそれぞれ装備（スーパーUVカットガラスは「1.3/1.5i-L」にも装備）するとともに、ボディカラーに「グレー・メタリック」を追加。
さらに、オプションパッケージとして、「1.3i-L」、「1.3i-S」に「アイドリングストップパッケージ」を[注釈 6]、「1.3i」・「1.5i」に通常よりも6万円割安にした「シンプルスタイルパッケージ」をそれぞれ追加し、バリエーションを広げた。
併せて特別仕様車「Sport Limited」も発表された。「1.3i」「1.5i」をベースに、16インチアルミホイール、サイドシルスポイラー、本革巻ステアリングホイール、本革インパネシフトセレクトレバー、フロントシートアームレスト、ハイグレードファブリックシートを装備し、上級グレードの質感とスポーティイメージを付与しつつ、ベースグレードから+11万円に抑えた。
- 2012年
  - 5月25日 - STIより、事実上「トレジアSTI」のパーツ単品販売となる、「フロントアンダースポイラー」「リヤアンダースポイラー」「16インチアルミホイール」「シフトノブ」のスポーツパーツが発売された。
  - 8月1日 - 日本仕様を一部改良。

1.5L車はエンジンの燃費改善やフリクション低減などの改良を行い、燃費性能を向上したことで「平成27年度燃費基準」を達成。併せて、「1.3i-S」・「1.3i-L」に設定されている「アイドリングストップパッケージ」を「1.5i」を除く2WD車にも拡大適用され、本パッケージを装着した場合は「平成27年度燃費基準+10%」を達成した。
特別仕様車「Sport Limited」はベース車に準じた改良を受けるとともに、1.5L車にパドルシフトを追加装備した。
- 2013年10月1日 - 日本仕様を一部改良（仕様変更扱い）。全車にS-VSC&TRCを標準装備した。
- 2014年5月12日 - 日本仕様をマイナーチェンジ（5月30日販売開始）[8]。

1.3L車は1NR-FE型がアトキンソンサイクル方式になったことで燃焼効率を高めるとともに、バルブタイミングの最適化とエキゾーストマニホールドの採用で出力も向上。また、1.3L車と1.5L・2WD車はこれまで「アイドリングストップパッケージ」としてオプション設定されていたアイドリングストップを標準装備化したことで燃費を向上し、既にオプション設定に適応していた1.5L・2WD車に加え、1.3L車も「平成27年度燃費基準+10%」を達成。内装ではフロントドアガラスがスーパーUVカット+IRカット機能付ガラスとなったことで室内空間の快適性が向上するとともに、センターパネルはピアノブラック調に変更。メーターフードからダッシュボード周りを統一感があるデザインに変更した。外観はスバル車の統一モチーフであるヘキサゴングリルとハニカムメッシュデザインのフロントグリルを採用。ここで一気にスバルの仲間入り。ボディカラーは「i-L」において入れ替えを行い、「グレー・メタリック」を廃止する替わりに「ブロンズマイカ・メタリック」を追加した。安全面では緊急ブレーキシグナルを全車に標準装備し、LEDリヤコンビネーションレンズはデザインはそのままに、1.3L車にも拡大採用した。グレード体系を整理し、「1.3i-S」・「1.5i-L Panorama」（これに伴い、パノラマルーフの設定は無くなった）・「1.5i TYPE EURO」（これに伴い、4輪ディスクブレーキ装着グレードは無くなった）を廃止、「シンプルスタイルパッケージ」は「1.3i」のみの設定となった。同年末までの新車登録台数の累計は1万6130台
- 2016年
  - 6月[10] - OEM元の2代目ラクティスに先行する形で生産終了。それ以後は在庫のみの対応となる。
  - 7月 - 販売終了。これによってスバルのラインナップから小型（5ナンバー）登録車が後継車種である5代目（日本に於いては2代目）ジャスティが発売開始となる11月21日までの間、4ヶ月強の空白期間が存在することとなった。OEM元のラクティスも翌月を持って生産終了、在庫販売体制に入った。
  - 9月30日（補足） - OEM元のラクティスも販売終了。

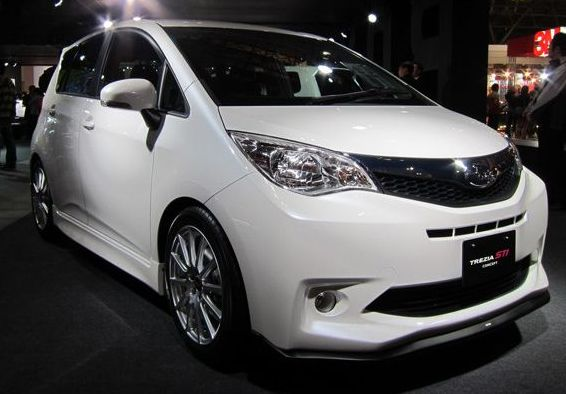
STI　フロント
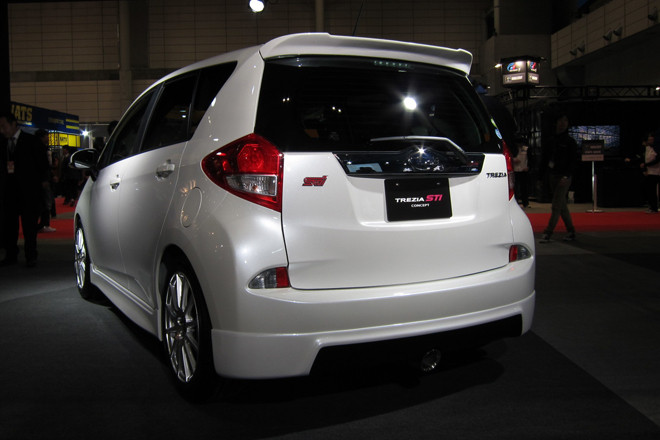
STI　リア
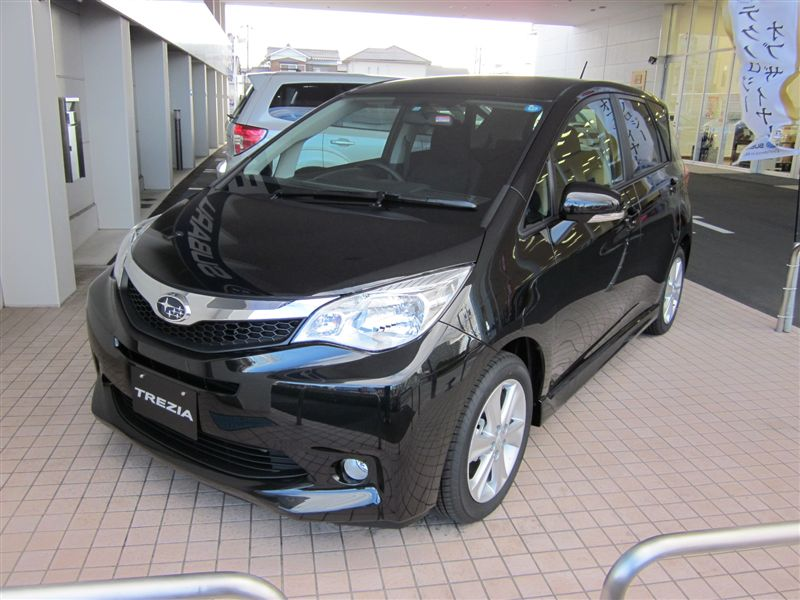
フロント（前期型） 1.5i-S
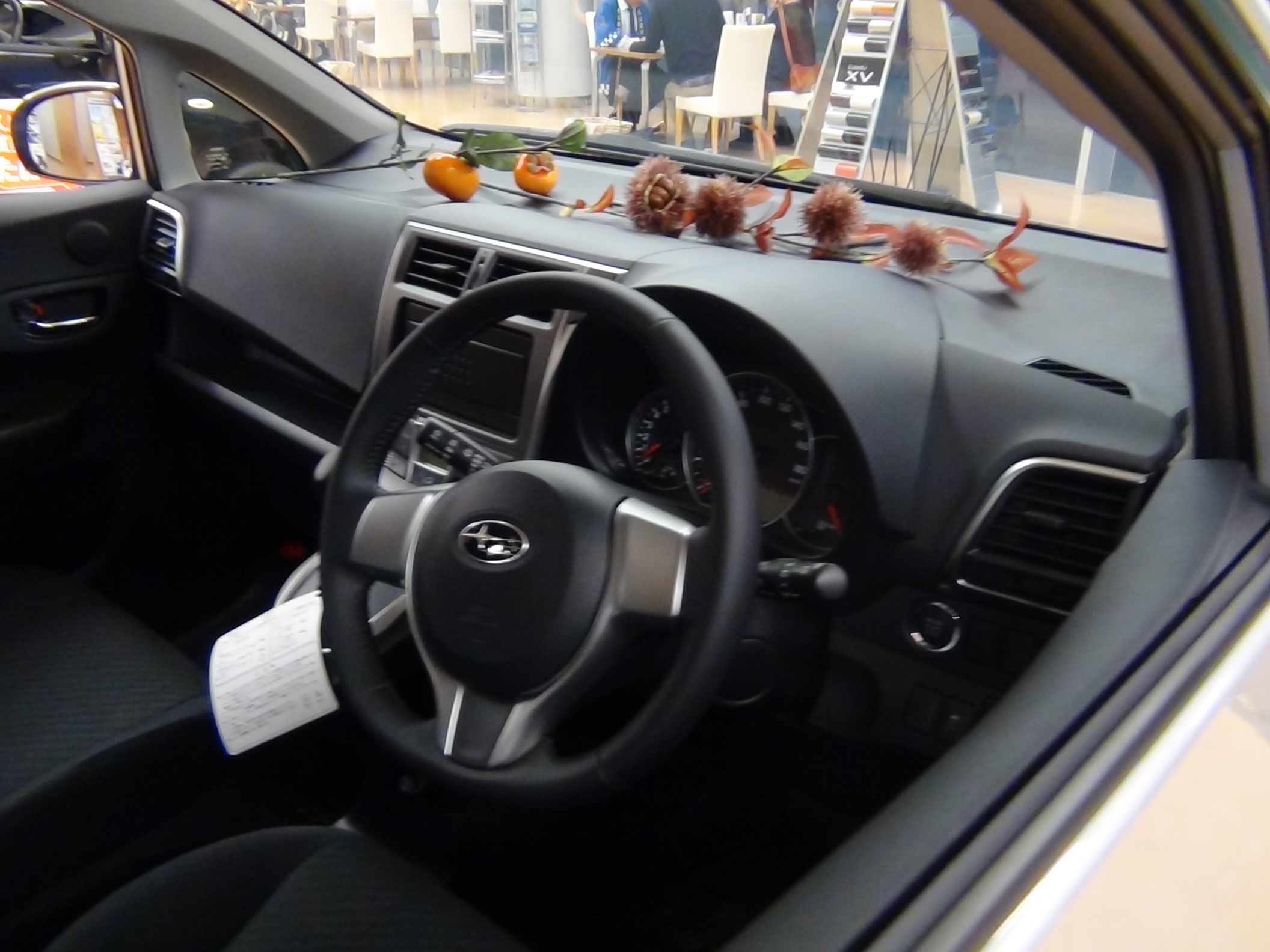
室内（前期型）

## 車名の由来
英語で「宝」の意味を持つ「Treasure」を語源にした造語。